# Robert Pacheco
Robert Pacheco Mejía (Distrito de Leoncio Prado, 11 de noviembre de 1960) es un cantante y compositor peruano, quién logró consolidarse en la música andina vernacular, contando con una amplia trayectoria artística. Es apodado como la Voz de Oro del Folclore.

## Biografía

### Primeros años
Nació el 11 de noviembre de 1960 en Santa Cruz, localidad del distrito de Leoncio Prado, provincia de Huaura, Región Lima; bajo el nombre completo de Robert Pacheco Mejía.
Durante sus primeros años, vivió en su ciudad natal junto a sus hermanos, los músicos Ronald Pacheco y Rosmel Pacheco, y sus padres. Sin embargo, quedaría en la orfandad producto del fallecimiento de su madre, permitiéndolo mudarse a Huacho, donde estudió la primaria en el Colegio Nuestra Señora de la Merced y el Colegio Luis Fabio Xamar, en el cual mostraría por primera vez sus dotes artísticos en el canto.
Llegando a la adolescencia, Pacheco se muda a la capital Lima, realizando sus estudios secundarios en el Colegio Nuestra Señora de Guadalupe y el Colegio Señor de los Milagros.

### Carrera musical

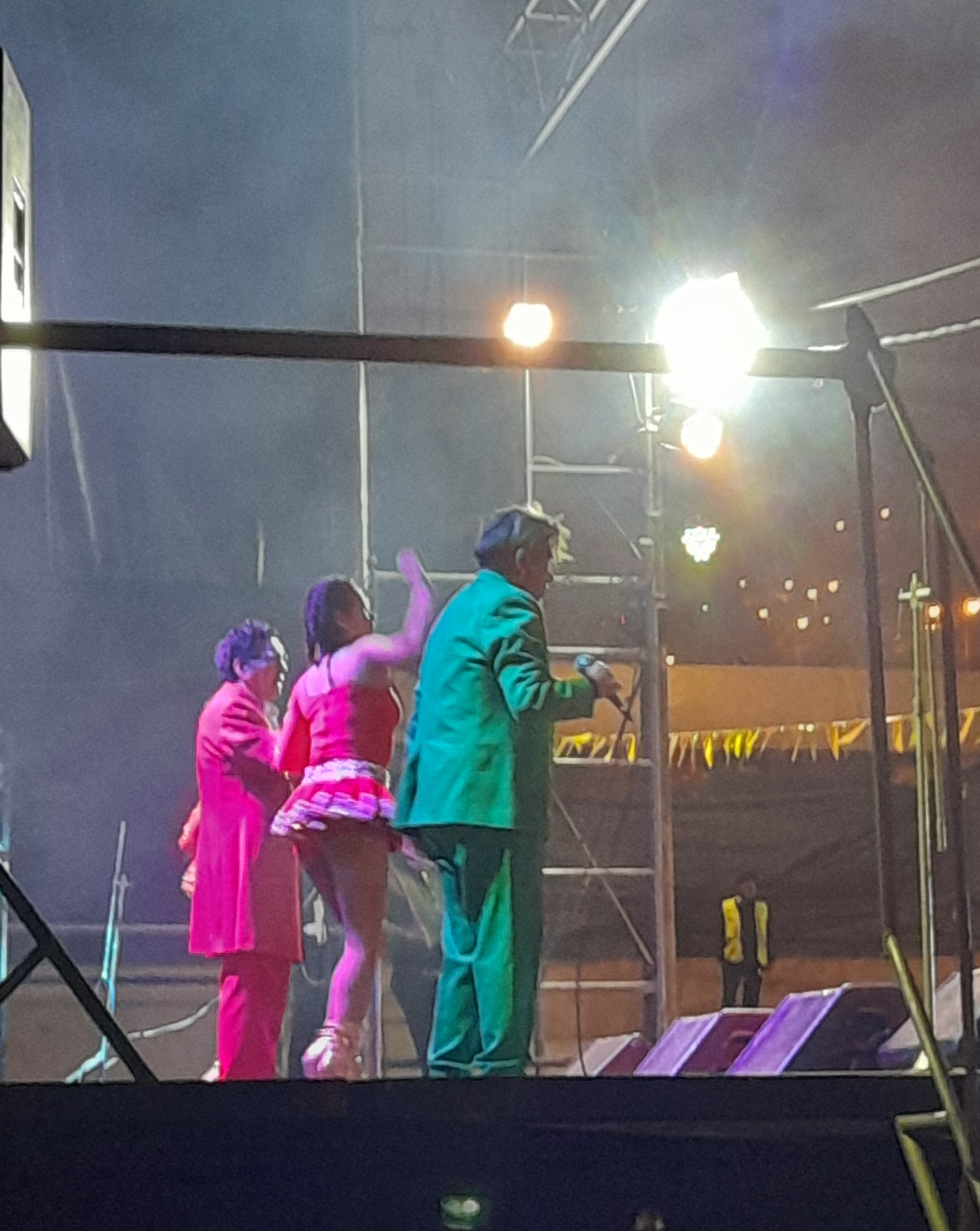
Pacheco realizando un concierto en Jicamarca en el año 2024.

Sin dejar de lado a sus estudios, Pacheco comenzaría una carrera artística como integrante de grupos de cumbia peruana sin éxito.
Pero fue gracias a la ayuda de sus hermanos, fundó la empresa musical Discos Norte Chico durante los años 1970, lanzando su primer disco bajo la producción musical de su tío Lucio Pacheco, fundador de la disquera Penopsa. Durante su etapa musical, logra consolidarse en la música andina vernacular, desempeñándose en el estilo musical del huaino con arpa, siendo el intérprete de los temas «Hojita verde de coca», «Amor de tercera», «Perrito bravo» y «Plegaria a mi madre», comenzando asi su faceta solista en 1983.
Al poco tiempo después, Pacheco comenzaría una etapa de colaboraciones con la compañía discográfica Prodisar, en el cual elaboraría sus nuevas canciones: «A ti colegiala», «Olvídate de mi», «La charapita», «Escalerita» y «Flores lindas». Gracias a su éxito de su carrera como cantante, se presentaría en conciertos populares y eventos privados para los inmigrantes de la sierra peruana en Lima durante los años 1980 y 1990.
Trabajó en su álbum musical Tres volúmenes con la productora Lady Vanesa, que incluyó dentro del disco los sencillos «Calla amor», «No me juzgues cariño», «Gaby es mi amor», «Huanuqueña» y «Solo sin amigos».
Como compositor, escribió canciones para los otros cantantes de su género musical y agrupaciones de cumbia. Pacheco colaboró con la cantante Sonia Morales para el lanzamiento del tema «Solamente un amor», además de cantarla, siendo éste el éxito símbolo de su carrera artística. Además, estrenó las canciones de su autoría «Temitas de amor», «Destino cruel», «Qué haré», «Borrachita en las cantinas» y «Sin tí no ha sido fácil», ambas interpretadas por Dina Páucar, Abencia Meza, Anita Santivañez, la Muñequita Sally y el grupo musical Armonía 10 respectivamente, incluida la cantante de cumbia Marisol, quién utilizó una de sus composiciones.
En el año 2012, Pacheco sufrió un accidente automovilístico en Huaraz en compañía de su banda musical La Voz de Oro, en la que formó siendo Pacheco la figura principal del conjunto. Esto sucedió, mientras estaba en camino a su concierto en Huari.
Fue trasladado a la Clínica San Pablo, con lo que pidió ayuda a los medios de comunicación de su país para obtener sangre RH positivo, siendo 4 veces intervenido quirurgicamente por pérdida de hemoglobina. Días después fue derivado al Hospital Nacional Dos de Mayo, siendo dado finalmente de alta.
Pacheco recibió los reconocimientos del Diamante Musical y Esmeralda Musical por parte de la Asociación Peruana de Autores y Compositores en los años 2013 y 2018, gracias a las canciones «Sin tí no ha sido fácil» y «Estoy perdido en un bar» respectivamente. Además de ello, recibió el Premio Distruchi en Huacho, por su trayectoria musical.

## Discografía

### Álbumes de estudio
- 2002: Mis primeros éxitos (Vol. 1 y 2)
- 2006: Solamente un amor (Vol. 16 y 17)
- 2023: Sin tí no ha sido fácil
- 2023: Brindo por ella

### Sencillo
- 2023: Primicia 2024, Robert Pacheco

## Reconocimientos
- Diamante Musical por parte de los Premios Apdayc (2013)[7]
- Esmeralda Musical por parte de los Premios Apdayc (2018)[7]
- Reconocimiento de los Premios Distruchi